# Lepidosauria
Los lepidosaurios (Lepidosauria, griego. "lagartos con escamas") son un superorden de saurópsidos diápsidos con escamas imbricadas. Incluyen a los tuátaras, lagartos, serpientes y anfisbenios. Los lepidosaurios son los reptiles actuales con mayor éxito evolutivo.
Los lepidosaurios son considerados usualmente como un superorden de la subclase Diapsida y abarca los siguientes órdenes:
- Squamata (lagartos, serpientes y anfisbénidos)
- Sphenodontia (tuatara de Nueva Zelanda)